# Thoré-la-Rochette
Thoré-la-Rochette è un comune francese di 926 abitanti situato nel dipartimento del Loir-et-Cher nella regione del Centro-Valle della Loira.

## Società

### Evoluzione demografica
Abitanti censiti